# G-Shock
G-Shock — це назва наручного ударостійкого, та водонепроникного годинника від японської корпорації Casio. Годинник розроблений в першу чергу для спортсменів, адже може витримувати сильні удари та сильну вібрацію. Також G-Shock можуть користуватись професійні пірнальники та плавці, бо годинники зберігають свою водонепроникність на великій глибині до 200 метрів. Скелелази мають змогу бачити своє місце знаходження над рівнем моря, завдяки деяким моделям G-Shock, що також вимірюють атмосферний тиск. Ці годинники витримують досить низькі температури, вони мають міцне мінеральне скло, стійке до подряпин. Нові моделі показують фази місяця і періодичність океанічних припливів та відпливів. Окремі моделі G-Shock здатні самостійно синхронізувати вимір часу за радіосигналом. Елементи живлення можуть працювати 5-10 років. Практично у всіх годинниках G-Shock присутня функція секундоміру, будильнику (в деяких будильник вібруючий), таймеру, освітлення і визначення дати. Годинники під маркою G-Shock вперше було випущено у 1983 році.
Останні моделі G-Shock більше орієнтовані на розкішний дизайн. Тому сучасні годинники цього бренду є уособленням не тільки міцності та надійності, а також і чудовим стилем.
Хронологія знакових подій.
В 1983 році світ побачила перша модель G-Shock DW-5000C.
У 1985 році були випущені перший брудо і пилестійкий годинник — модель DW-5500.
У 1989 році випуск моделі AW-500 де вперше об'єднали одночасно аналогову і електронну індикацію.
У 1992 побачила світ модель DW-6100, вона особлива тим, що тут був вперше реалізований датчик вимірювання температури.
1993 рік став роком появи перших Frogman — DW-6300. Тут вперше досягнутий водозахист в 200 метрів.
У 1994 році вийшло відразу кілька нових серій:
- годинник DW-6600 — перша модель з електролюмінісцентним підсвічуванням.
- перша екологічно чиста модель «Dolphin & Whale Eco-Research Network» Casio DW-002.
- а також ударостійкий наручний годинник для жінок DW-520 — перша модель колекції Baby-G

1995 ий рік ознаменувався випуском Casio DW-8200 (G-SHOCK FROGMAN) — перші «джішоки» із застосуванням титанових компонентів у виготовленні корпусу.
У 2000 році, на порозі нового тисячоліття, кампанія Casio випустила першу модель з радіоконтролем GW-100